# Élisabeth de Bavière (1227-1273)
Pour les articles homonymes, voir Élisabeth de Bavière.
 (mars 2020).
Si vous disposez d'ouvrages ou d'articles de référence ou si vous connaissez des sites web de qualité traitant du thème abordé ici, merci de compléter l'article en donnant les références utiles à sa vérifiabilité et en les liant à la section « Notes et références ».
Élisabeth de Bavière, née en 1227 au château de Trausnitz près de Landshut et morte le 9 octobre 1273, issue de la maison de Wittelsbach, fut reine de Germanie, de Jérusalem et de Sicile par son mariage avec Conrad IV de Hohenstaufen en 1246. Après le décès de son époux en 1254, elle s'est remariée avec Meinhard de Goritz et fut comtesse de Goritz–Tyrol de 1259 jusqu'à sa mort.

## Biographie
Élisabeth est la fille aînée d'Othon II de Bavière (1206–1253), dit l'Illustre , et de son épouse Agnès (1201–1267), fille de Henri de Brunswick, comte palatin du Rhin. Après la mort de son père Louis Ier en 1231, Othon régna sur le duché de Bavière et également sur le palatinat du Rhin.

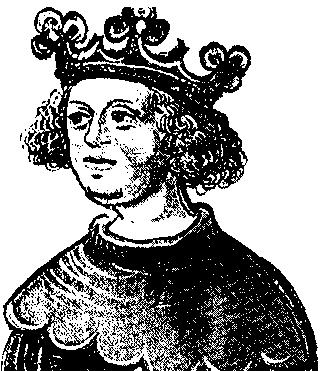
Portrait contemporain de Conrad IV.

Le 1er septembre 1246, Élisabeth est mariée à Conrad IV de Hohenstaufen (1228–1254), fils de l'empereur Frédéric II et de sa seconde épouse la reine Isabelle II de Jérusalem (Yolande). La mère de Conrad meurt des suites de son accouchement et il hérita le titre de roi de Jérusalem. Après la chute de son demi-frère Henri (VII) en 1235, il était nommé duc de Souabe par son père ; deux ans après, à l'âge de huit ans, il était élu roi des Romains au Hoftag de Vienne. Le mariage de Conrad et Élisabeth a eu lieu à Vohburg sur le Danube. La maison de Wittelsbach est devenue l'alliée des Hohenstaufen pendant la phase finale du conflit entre l'empereur et le pape.
Par la suite, Conrad a multiplié ses efforts pour imposer son hégémonie sur la Germanie contre ses rivals Henri le Raspon et Guillaume de Hollande. À la mort de son père Frédéric II, le 13 décembre 1250, il hérita également du royaume de Sicile ; néanmoins, il a immédiatement été excommunié par le pape Innocent IV. En 1251, Élisabeth est tombée enceinte : Conradin, le seul fils du couple, est né le 25 mars 1252 au château de Wolfstein près de Landshut en Bavière. À cette date, son mari s'était déjà rendu à l'Italie afin de reprendre son patrimoine en Sicile. Le 21 mai 1254 il meurt au camp de son armée près de Lavello.
Cinq ans plus tard, le 6 octobre 1259, Élisabeth maria Meinhard II († 1295), comte de Goritz et de Tyrol. Compte tenu de sa position de reine douairière, leur mariage signifiait pour le comte, dix ans plus jeune, une ascension énorme. En 1267, Élisabeth devait observer son fils Conradin lancer une campagne contre Charles d'Anjou l'usurpateur en Sicile. Au début, il a reçu d'aide de la part de son beau-père Meinhard de Goritz et de son oncle Louis II de Bavière ; néanmoins, finalement, il conteste tout seul les forces de Charles à la bataille de Tagliacozzo le 23 août 1268. Vaincu au combat, la capture et l'exécution de Conradin le 29 octobre à Naples mirent fin à la lignée des Hohenstaufen.
À cette perte douloureuse, Élisabeth et son mari ont créé l'abbaye de Stams en Tyrol comme un lieu de la mémoire. Après sa mort en 1273, elle fut enterrée dans le caveau du monastère.

## Mariages et descendance
Le 1er septembre 1246, Élisabeth épouse Conrad IV de Hohenstaufen à Vohburg en Bavière. De ce mariage est né un fils : 
- Conradin (1252-1268), le dernier représentant légitime de la maison de Hohenstaufen.

Le 6 octobre 1259, Élisabeth maria Meinhard II de Goritz-Tyrol. De ce seconde mariage sont nés six enfants : 
- Albert II († 1292), comte de Tyrol ;
- Agnès († 1293), épouse du margrave Frédéric Ier de Misnie ;
- Élisabeth (1262–1313), épouse du roi Albert Ier, ancêtre de la maison de Habsbourg ;
- Othon (v. 1265–1310), comte de Goritz et Tyrol, duc de Carinthie ;
- Henri (v. 1270–1335), duc de Carinthie, comte de Tyrol, roi de Bohême et roi titulaire de Pologne ;
- Louis († 1305).